# Амуніваійє
Амуніваійє (д/н — бл. 1748) — 22-й алаафін (володар) держави Ойо в 1746—1748 роках.

## Життєпис
Про батьків обмаль відомостей. Близько 1746 року після повалення алаафіна Ґберу обирається ойо-месі (вищою радою) володарем держави Ойо. Намагався дотримуватися мирних відносин зі знаттю та ойо-месі, яка збільшила свою вагу.
Амуніваійє приділяв більше розвагам, особливо полюбляв жінок. За легендою мав зв'язок з дружиною знахаря (шамана), під час статевого акту з якою помер від магії. Втім напевне його було отруєно. Трон перейшов до Онісіле.